# Ghana en los Juegos Paralímpicos de Río de Janeiro 2016
Ghana estuvo representada en los Juegos Paralímpicos de Río de Janeiro 2016 por tres deportistas masculinos. El equipo paralímpico ghanés no obtuvo ninguna medalla en estos Juegos.